# زمین‌لرزه ۲۰۱۰ نیو بریتانیا
زمین‌لرزه نیو بریتانیا  در تاریخ ۱۸ ژوئیه ۲۰۱۰ میلادی، برابر با ‎۲۷ تیر ۱۳۸۹، ساعت ۱۳:۳۴:۵۹٫۳ به زمان یوتی‌سی در پاپوآ گینه نو ، منطقه نیو بریتانیا رخ داد.ژرفای این زلزله ۳۵٫۰ کیلومتر بود. بزرگی آن ۷٫۳ در مقیاس Mw بدست آمده‌است.
پروژهٔ جهانی تنسور گشتاور مرکزوار پارامتر زمان مرکزوار زمین‌لرزه را با اختلاف ۱۳٫۸ ثانیه نسبت به زمان رخداد اشاره شده در بالا و مختصات مرکزوار را در ۶°۱۳′جنوبی ۱۵۰°۲۰′شرقی / ۶٫۲۲°جنوبی ۱۵۰٫۳۳°شرقی محاسبه کرد و همچنین، ژرفا در ۳۶٫۷ کیلومتر بدست آمده‌است. در این محاسبات زاویه‌های (راستا، شیب، ریک) گسل سازندهٔ زمین‌لرزه و صفحه عمود بر آن برابر با (°۲۵۷، °۳۰، ° ۸۲) یا (° ۸۷، °۶۱، ° ۹۵) حاصل شده‌است.